# 조직학

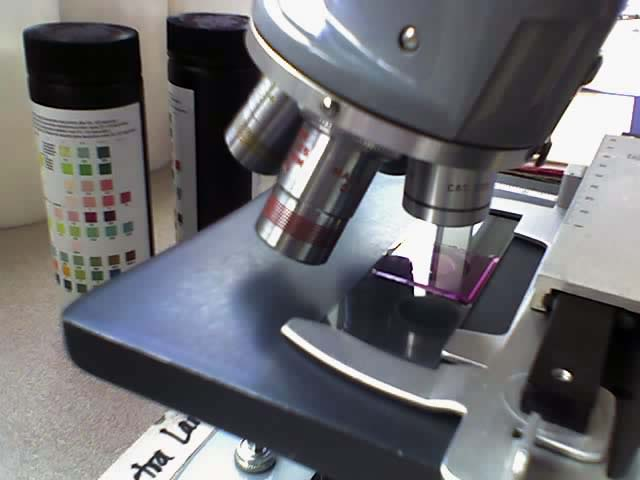
슬라이드글라스와 커버글라스 사이에 염색한 조직 표본을 샌드위치처럼 넣고 광학현미경으로 관찰하는 모습.

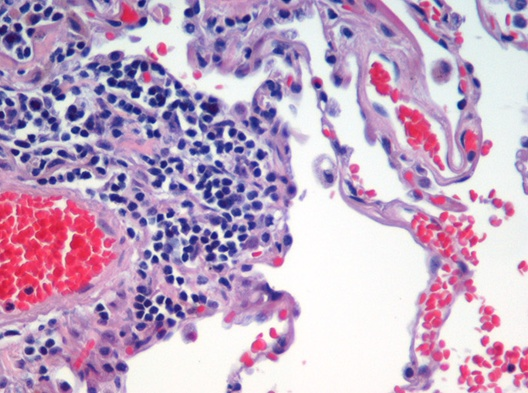
인간의 폐 조직 표본을 헤마톡실린과 에오신으로 염색하여 현미경으로 관찰한 모습.

조직학(組織學, histology) 또는 현미경 해부학(microscopic anatomy) 또는 미세해부학(microanatomy)은 동물 및 식물의 세포와 조직에 대해 연구하는 해부학의 한 분야이다. 일반적으로 세포와 조직을 절편으로 만들어 염색한 것을 관찰한다. 관찰 도구로는 광학현미경이나 전자현미경이 사용된다. 조직학 연구는 세포배양을 통해 수행되기도 한다. 세포배양이란 살아있는 세포가 독립적으로 유지, 번식할 수 있는 환경을 만들어 체외에서 배양하는 것을 의미한다. 조직학적 염색 방법을 사용하면 조직의 현미경적 구조를 시각적으로 더 확실하게 볼 수 있다. 조직학은 생물학과 의학의 주요 도구이다.
현미경해부학은 조직에 대해 연구하는 학문인 조직학과, 세포에 대해 연구하는 학문인 세포생물학 등으로 나눌 수 있다. 종종 현미해부학과 조직학은 동일한 의미로 사용되기도 한다.
"조직병리학"이란 병에 걸린 조직을 현미경적으로 연구하는 방법이다. 조직병리학은 암을 비롯한 여러 질병들을 정확하게 진단하는 방법이 되기 때문에, 해부병리학의 주요 도구로 이용된다. 병리학자를 비롯한 전문 의학계열 종사자들은 조직병리학적 검사를 통해 병을 검진한다.

## 같이 보기
- 해부학
- 맨눈 해부학
- KMLE (의학검색엔진)